# Gembloux

Gemblouxs vapen

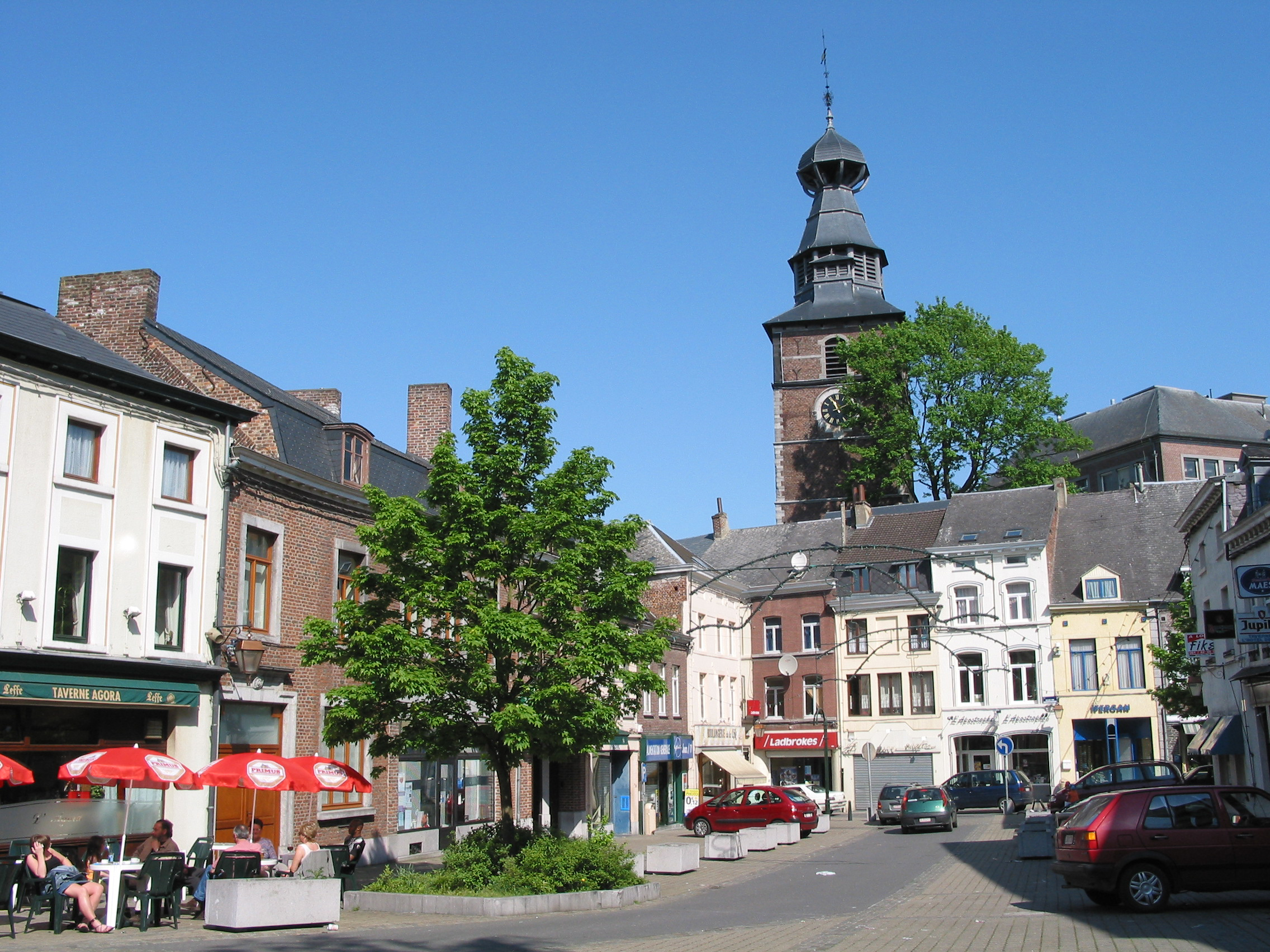
Torg i Gembloux.

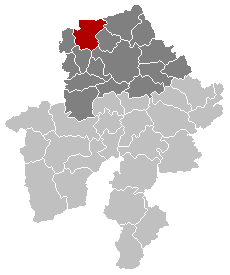
Gemblouxs läge inom provinsen Namur

Gembloux är en kommun i provinsen Namur i regionen Vallonien i Belgien. Gembloux hade 22 430 invånare per 1 januari 2008.